# Tournoi de clôture du championnat d'Argentine de football 2003
Navigation
Tournoi précédent Tournoi suivant
Le tournoi de clôture de la saison 2003 du Championnat d'Argentine de football est le second tournoi semestriel de la 73e édition du championnat de première division en Argentine. Les vingt équipes sont regroupées au sein d'une poule unique où elles affrontent une fois chacun de leurs adversaires. Un classement cumulé sur les trois dernières années permet de déterminer les deux équipes reléguées à l'issue du tournoi ainsi que les deux formations engagées en barrage de promotion-relégation, mis en place à partir de cette saison.
C'est le club de River Plate qui remporte le tournoi après avoir terminé en tête du classement final, avec quatre points d'avance sur Boca Juniors et cinq sur Vélez Sarsfield. C'est le trente-troisième titre de champion d'Argentine de l'histoire du club.

## Qualifications continentales
L'Argentine dispose de 5 places en Copa Libertadores. Elles reviennent aux vainqueurs des tournois Ouverture et Clôture ainsi qu'aux trois meilleures équipes du classement cumulé des deux tournois. En ce qui concerne la Copa Sudamericana, la fédération argentine peut aligner 7 équipes qui sont les sept premières du même classement cumulé. Comme les deux compétitions continentales sont disputées à six mois d'intervalle, un club peut donc s'engager dans les deux coupes.

## Les clubs participants
| \| Buenos Aires La Plata Rosario Santa Fe Córdoba Bahía Blanca \| Villes représentées lors de la saison 2002-2003 |
| Buenos Aires La Plata Rosario Santa Fe Córdoba Bahía Blanca                                                       |

- Talleres (Córdoba)
- Gimnasia y Esgrima (La Plata)
- Nueva Chicago
- Rosario Central
- Unión (Santa Fe)
- Boca Juniors
- Banfield
- Colón (Santa Fe)
- Independiente
- Lanús
- Newell's Old Boys (Rosario)
- Chacarita Juniors
- Racing Club
- San Lorenzo de Almagro
- Estudiantes (La Plata)
- Huracán
- River Plate
- Vélez Sársfield
- Olimpo (Bahía Blanca)
- Arsenal

## Compétition
Le barème utilisé pour établir le classement est le suivant :
- Victoire : 3 points
- Match nul : 1 point
- Défaite : 0 point

### Classement
| Rang | Équipe                        | Pts | J  | G  | N  | P  | Bp | Bc | Diff |
| ---- | ----------------------------- | --- | -- | -- | -- | -- | -- | -- | ---- |
| 1    | River Plate                   | 43  | 19 | 13 | 4  | 2  | 43 | 18 | +25  |
| 2    | Boca Juniors                  | 39  | 19 | 12 | 3  | 4  | 36 | 23 | +13  |
| 3    | Vélez Sársfield               | 38  | 19 | 12 | 2  | 5  | 27 | 12 | +15  |
| 4    | Rosario Central               | 37  | 19 | 10 | 7  | 2  | 40 | 18 | +22  |
| 5    | Colón (Santa Fe)              | 29  | 19 | 7  | 8  | 4  | 19 | 14 | +5   |
| 6    | San Lorenzo de Almagro        | 29  | 19 | 8  | 5  | 6  | 27 | 28 | -1   |
| 7    | Estudiantes (La Plata)        | 28  | 19 | 7  | 7  | 5  | 24 | 18 | +6   |
| 8    | Olimpo (Bahía Blanca)         | 28  | 18 | 8  | 4  | 6  | 21 | 17 | +4   |
| 9    | Nueva Chicago                 | 26  | 19 | 7  | 5  | 7  | 29 | 33 | -4   |
| 10   | Gimnasia y Esgrima (La Plata) | 26  | 19 | 7  | 5  | 7  | 21 | 26 | -5   |
| 11   | Racing Club                   | 25  | 19 | 6  | 7  | 6  | 26 | 24 | +2   |
| 12   | Lanús                         | 25  | 19 | 7  | 4  | 8  | 27 | 29 | -2   |
| 13   | Banfield                      | 23  | 19 | 6  | 5  | 8  | 18 | 20 | -2   |
| 14   | Arsenal                       | 22  | 19 | 4  | 10 | 5  | 12 | 13 | -1   |
| 15   | Newell's Old Boys (Rosario)   | 22  | 19 | 5  | 7  | 7  | 21 | 26 | -5   |
| 16   | Talleres (Córdoba)            | 21  | 19 | 5  | 6  | 8  | 23 | 26 | -3   |
| 17   | IndependienteT                | 18  | 19 | 4  | 6  | 9  | 13 | 25 | -12  |
| 18   | Unión (Santa Fe)              | 17  | 19 | 4  | 5  | 10 | 18 | 29 | -11  |
| 19   | Chacarita Juniors             | 11  | 19 | 2  | 5  | 12 | 11 | 24 | -13  |
| 20   | Huracán                       | 6   | 18 | 1  | 3  | 14 | 12 | 45 | -33  |

|  | Qualification directe pour la Copa Libertadores 2004 |
|  | T : Tenant du titre                                  |

### Classement cumulé
Un classement cumulé des tournois Ouverture et Clôture permet de déterminer les équipes qualifiées pour la Copa Libertadores 2004 et la Copa Sudamericana 2003.
| Rang | Équipe                        | Pts | J  | G  | N  | P  | Bp | Bc | Diff |
| ---- | ----------------------------- | --- | -- | -- | -- | -- | -- | -- | ---- |
| 1    | River PlateClo                | 79  | 38 | 24 | 7  | 7  | 78 | 41 | +37  |
| 2    | Boca JuniorsC1                | 79  | 38 | 24 | 7  | 7  | 68 | 38 | +30  |
| 3    | Vélez Sarsfield               | 66  | 38 | 20 | 6  | 12 | 50 | 31 | +19  |
| 4    | Rosario Central               | 62  | 38 | 17 | 11 | 10 | 76 | 52 | +24  |
| 5    | IndependienteOuv              | 61  | 38 | 17 | 10 | 11 | 61 | 44 | +17  |
| 6    | Colón (Santa Fe)              | 57  | 38 | 14 | 15 | 9  | 45 | 40 | +5   |
| 7    | San Lorenzo de AlmagroC3      | 56  | 38 | 15 | 11 | 12 | 55 | 53 | +2   |
| 8    | Racing Club                   | 53  | 38 | 14 | 11 | 13 | 54 | 52 | +2   |
| 9    | Lanús                         | 51  | 38 | 13 | 12 | 13 | 48 | 53 | -5   |
| 10   | Olimpo (Bahía Blanca)         | 51  | 38 | 14 | 9  | 15 | 42 | 47 | -5   |
| 11   | Arsenal                       | 49  | 38 | 11 | 16 | 11 | 41 | 38 | +3   |
| 12   | Newell's Old Boys (Rosario)   | 49  | 38 | 12 | 13 | 13 | 44 | 48 | -4   |
| 13   | Banfield                      | 48  | 38 | 12 | 12 | 14 | 39 | 37 | +2   |
| 14   | Gimnasia y Esgrima (La Plata) | 46  | 38 | 11 | 13 | 14 | 39 | 50 | -11  |
| 15   | Talleres (Córdoba)            | 44  | 38 | 10 | 14 | 14 | 46 | 53 | -7   |
| 16   | Estudiantes (La Plata)        | 43  | 38 | 11 | 10 | 17 | 45 | 54 | -9   |
| 17   | Nueva Chicago                 | 41  | 38 | 10 | 11 | 17 | 49 | 62 | -13  |
| 18   | Chacarita Juniors             | 41  | 38 | 11 | 8  | 19 | 30 | 45 | -15  |
| 19   | Unión (Santa Fe)              | 40  | 38 | 10 | 10 | 18 | 44 | 57 | -13  |
| 20   | Huracán                       | 17  | 38 | 3  | 8  | 27 | 29 | 88 | -59  |

|  | Qualification directe pour la Copa Libertadores 2004 et pour la Copa Sudamericana 2003                                                                                         |
|  | Qualification directe pour la Copa Sudamericana 2003 |
|  | Ouv : Vainqueur du tournoi d'Ouverture 2002 Clo : Vainqueur du tournoi de Clôture 2003 C1 : Vainqueur de la Copa Libertadores 2003 C3 : Vainqueur de la Copa Sudamericana 2002 |

### Table de relégation
Un classement cumulé des trois dernières saisons du championnat permet de déterminer les deux équipes reléguées en Primera B et les deux qui doivent disputer un barrage de promotion-relégation. 
| Rang | Équipe                        | Pts   | J   | G | N | P | Bp | Bc | Diff |
| ---- | ----------------------------- | ----- | --- | - | - | - | -- | -- | ---- |
| 1    | River PlateClo                | 2,114 | 114 |   |   |   |    |    |      |
| 2    | Boca Juniors                  | 1,912 | 114 |   |   |   |    |    |      |
| 3    | San Lorenzo de Almagro        | 1,701 | 114 |   |   |   |    |    |      |
| 4    | Vélez Sarsfield               | 1,491 | 114 |   |   |   |    |    |      |
| 5    | Gimnasia y Esgrima (La Plata) | 1,447 | 114 |   |   |   |    |    |      |
| 6    | Racing Club                   | 1,438 | 114 |   |   |   |    |    |      |
| 7    | Colón (Santa Fe)              | 1,421 | 114 |   |   |   |    |    |      |
| 8    | Estudiantes (La Plata)        | 1,342 | 114 |   |   |   |    |    |      |
| 9    | Olimpo (Bahía Blanca)         | 1,342 | 38  |   |   |   |    |    |      |
| 10   | Newell's Old Boys (Rosario)   | 1,298 | 114 |   |   |   |    |    |      |
| 11   | Arsenal                       | 1,289 | 38  |   |   |   |    |    |      |
| 12   | Lanús                         | 1,271 | 114 |   |   |   |    |    |      |
| 13   | Banfield                      | 1,263 | 76  |   |   |   |    |    |      |
| 14   | Chacarita Juniors             | 1,263 | 114 |   |   |   |    |    |      |
| 15   | IndependienteOuv              | 1,263 | 114 |   |   |   |    |    |      |
| 16   | Rosario Central               | 1,254 | 114 |   |   |   |    |    |      |
| 17   | Talleres (Córdoba)            | 1,184 | 114 |   |   |   |    |    |      |
| 18   | Nueva Chicago                 | 1,171 | 76  |   |   |   |    |    |      |
| 19   | Unión (Santa Fe)              | 1,096 | 114 |   |   |   |    |    |      |
| 20   | Huracán                       | 1,017 | 114 |   |   |   |    |    |      |

|  | Participation au barrage de promotion-relégation                                       |
|  | Relégation directe en Primera B                                                        |
|  | Ouv : Vainqueur du tournoi d'Ouverture 2002 Clo : Vainqueur du tournoi de Clôture 2003 |

### Barrage de promotion-relégation
| Équipe 1                  | Résultat | Équipe 2                | Aller | Retour |
| ------------------------- | -------- | ----------------------- | ----- | ------ |
| San Martín (Mendoza) (D2) | 0 - 2    | Talleres (Córdoba) (D1) | 0 - 1 | 0 - 1  |
| Argentinos Juniors (D2)   | 0 - 3    | Nueva Chicago (D1)      | 0 - 1 | 0 - 2  |

## Bilan de la saison
| Championnat d'Argentine de football 2003 | |
| Champion                                 | River Plate (33e titre) |
| Coupes et trophées                       | |
| Vainqueur de la Coupe d'Argentine 2003   | Non disputée |
| Qualifications continentales             | |
| Copa Libertadores 2004                   | Boca Juniors (tenant du titre) Independiente River Plate Velez Sarsfield Rosario Central                                         |
| Copa Sudamericana 2003                   | San Lorenzo de Almagro (tenant du titre) River Plate Boca Juniors Velez Sarsfield Rosario Central Independiente Colón (Santa Fe) |
| Promotions et relégations                | |
| Promus en Primera Division               | Atlético de Rafaela Quilmes |
| Relégués en Primera B Nacional           | Unión (Santa Fe) Huracán |